# Stolice
Stolice (en serbe cyrillique : Столице) est un hameau et un site mémoriel situé sur le territoire du village de Brštica, en Serbie, dans la municipalité de Krupanj. Il est associé au souvenir de la Seconde Guerre mondiale en Yougoslavie et est inscrit sur la liste des sites mémoriels d'importance exceptionnelle de la république de Serbie.

## Histoire
Le 26 septembre 1941, se réunit à Stolice le conseil politique et militaire des Détachements partisans de libération populaire de Yougoslavie (en serbe : Narodnooslobodilački partizanski odredi Jugoslavije ; en abrégé : NOPOJ) ; sur le plan de l'organisation militaire, il y fut décidé la formation de détachements de Partisans sur tout le territoire de l'ancien royaume de Yougoslavie ; le nom de Partisan y fut choisi comme nom de combat et le symbole de l'étoile rouge à cinq branches y fut adopté. Au sein des NOPOJ, l'ancien nom d'« état-major principal » (en serbe : glavni štab) fut remplacé par celui d'« état-major suprême » (vrhovni štab), tandis que les états-majors régionaux prirent le nom d'« états-majors principaux » (glavni štabovi). Ce conseil jeta ainsi les bases de la lutte contre les nazis et celles du développement de la révolution ; il lança également l'idée d'une alliance temporaire avec les Tchetniks royalistes de Draža Mihailović.

## Site
Le conseil du 26 septembre s'est tenu dans un bâtiment de la mine de Zajača, qui fut par la suite transformé en musée. On y trouvait une reconstitution de la salle où s'était déroulé le conseil puis, à partir de 1979, une exposition mettant en valeur l'importance des événements qui s'y étaient déroulés. En 1954, une sculpture intitulée Partizanski kurir, œuvre du sculpteur Stevan Bodnarov, fut installée près de la maison. En 1981, quatre pavillons en bois furent construits à l'emplacement des anciens baraquements miniers pour servir de salles d'exposition et de conférences. La même année, une sculpture représentant Tito, d'Antun Augustinčić, fut érigée devant la maison.
Dans les années 1990, le musée a été fermé et, plusieurs fois, les deux sculptures du site ont été jetées dans un ravin proche de la maison commémorative.